# Lahcen Ait Oussakour
Lahcen Ait Oussakour (28 augustus 1983) is een Marokkaans-Belgisch voormalig kickbokser. Op 14 mei 2011 won hij de Europese titel tot 76 kg.

## Biografie
Lahcen Ait Oussakour is geboren in België als achtste van negen kinderen. Toen hij vier jaar oud was, remigreerde hij met zijn familie naar Taroudant (Marokko), om twee jaar later weer terug te keren naar België. Dit keer vestigde het gezin zich in Luik. Zijn sportcarrière begon toen hij 14 jaar oud was en zich inschreef bij de plaatselijke voetbalclub.
Toen hij 18 was besloot hij echter om in de voetsporen te treden van zijn favoriete acteurs Jackie Chan, Bruce Lee en Jean-Claude Van Damme, en van zijn vader. Hij schreef zich in bij sportschool Pavone, waar hij werd en nog steeds wordt getraind door Fabian Pavone en waar hij regelmatig traint met Yassin Boudrouz en René Defourny.
Al snel kwam men erachter dat hij een zeer getalenteerde vechter was en hij specialiseerde zich in K-1 en kickboksen. Daarnaast werkt hij in Flémalle, waar hij jongeren en jongvolwassen begeleidt op het gebied van sport, cultuur en sociale zaken.

## Erelijst
| Ervaring                                                       |
| -------------------------------------------------------------- |
| 2011 - Europees kampioen -76 kg                                |
| 2010 - Wereldkampioenschap Muay-Thai, IFMA (Bangkok, Thailand) |
| 2008 - Winnaar Battle Arena Toernooi (Zwevegem, België)        |
| 2007 - Winnaar Test of Talent Toernooi (Blankenbergen, België) |
| 2007 - Time for Deliverance V (Londen, Engeland)               |
| 2007 - Europameisterschaft Kickboxen (München, Duitsland)      |

## Record
| Datum      | Uitslag | Tegenstander          | Event                             | Locatie                   | Methode | Ronde |
| ---------- | ------- | --------------------- | --------------------------------- | ------------------------- | ------- | ----- |
| 17-3-2012  | verlies | Cedric de Keirsmaeker | Ultimate Takedown                 | België                    | Points  | 3     |
| 08-10-2011 | winst   | Giovanni Polizzi      | Ultimate Takedown                 | Herstal, België           | Points  | 3     |
| 14-05-11   | winst   | David Lorenzi         | La Nuit Du Phoenix European Title | Luik, België              | MI      | 3     |
| 09-04-11   | verlies | Harut Grigorian       | Le Grand KO XI                    | Luik, België              | TKO     | 1     |
| 27-02-11   | winst   | Omer Tekin            | Force et Honneur                  | Brussel, België           | TKO     | 2     |
| 28-11-10   | verlies | Kadirkulov            | IFMA World Championships          | Bangkok, Thailand         | Points  | 4     |
| 15-05-10   | winst   | Samir Djabba          | Grand KO X                        | Marche-en-Famenne, België | KO      | 1     |
| 13-03-10   | winst   | Naim Dahou            | The Night of No Return            | Flémalle, België          | Points  | 3     |
| 05-12-09   | winst   | Geoffrey Thijs        | Fight Night                       | Flémalle, België          | KO      | 2     |
| 23-03-09   | winst   | Mehdi Baghdad         | Le Grand KO IX                    | Flémalle, België          | Points  | 3     |
| 04-10-08   | winst   | Kevin Haas            | Le grand KO VIII                  | Flémalle, België          | Points  | 3     |
| 25-02-2007 | verlies | Michael Wakeling      | Time for Deliverance V            | Bangkok, Thailand         | Points  | 3     |